# Xinkai, Hubei
Xinkai (kinesiska: 新开镇) är en köpinghuvudort i Kina. Den ligger i provinsen Hubei, i den centrala delen av landet, omkring 170 kilometer sydost om provinshuvudstaden Wuhan. Antalet invånare är 55 883. Befolkningen består av 26 906 kvinnor och 28 977 män. Barn under 15 år utgör 17,0 %, vuxna 15-64 år 71 %, och äldre över 65 år 10,0 %.
Runt Xinkai är det tätbefolkat, med 459 invånare per kvadratkilometer. Närmaste större samhälle är Xunyangqu, 19,2 km sydost om Xinkai. Trakten runt Xinkai består till största delen av jordbruksmark.
Genomsnittlig årsnederbörd är 2 073 millimeter. Den regnigaste månaden är maj, med i genomsnitt 328 mm nederbörd, och den torraste är januari, med 59 mm nederbörd.